# Estádio Olímpico Nilton Santos
Estádio Olímpico Nilton Santos, er et stadion beliggende i nabolaget til Engenho de Dentro i Rio de Janeiro, Brasilien. Det anvendes for det meste til fodboldkampe og atletik, og er hjemmebane for fodboldklubben Botafogo. Stadionet blev bygget af et konsortium under ledelse af Odebrecht S. A., fra 2003 til 2007, og åbnede i tide til De Panamerikanske Lege 2007. Det var vært for atletikkonkurrencerne under Sommer-OL 2016 og Sommer-PL 2016.
Stadion er kendt under en række navne. Kaldenavnet Engenhão ([ẽʒẽˈɲɐw]) refererer til placeringen af stadionet. Det var opkaldt efter den tidligere FIFA-præsident og Internationale Olympiske Komité (IOC)-medlem João Havelange. Havelange døde under OL 2016 i en alder af 100 år. Mellem 2015 og 2017 tillod Rio kommune at Botafogo henviste til stadion, som Estádio Nilton Santos (engelsk: Nilton Santos Stadion). Navnet ærede Nilton Santos, der betragtes som en af de bedste forsvarsspillere i fodboldhistorien, og er medlem af Det 20. Århundredes Verdenshold. Botafogo gjorde et forsøg på at få navneændring officiel, men dette var ikke umiddelbart en succes. I februar 2017 omdøbte byen Rio de Janeiro officielt stadionet til Estádio Olímpico Nilton Santos. Strukturelle problemer i taget blev identificeret i marts 2013, hvilket forårsagede en lukning af stadion grundet reparation. Stadionkapaciteten er beregnet til at være steget til 60.000 til de olympiske lege.